# 산고정 (오사카부)
산고정(일본어: 三郷町)은 일본 오사카부 기타카와치군에 설치되었던 정이다. 현재의 모리구치시 남부에 해당한다.

## 역사
- 1889년 4월 1일 - 정촌제 시행에 의해 가타노군 산고촌이 성립하였다.
- 1896년 4월 1일 - 군 통합에 의해 기타카와치군이 성립하였다.
- 1936년 12월 1일 - 정으로 승격해 산고정이 되었다.
- 1946년 11월 1일 - 구 모리구치정과 합병해 새로운 모리구치정이 성립하여, 동일 산고정은 폐지되었다.

## 교통

### 철도
현재는 게이한 본선의 니시미소역이 소재하지만, 당시는 미개업.

### 도로
현재는 구 정역을 국도 163호가 통과하지만, 당시는 미개통.

## 참고문헌
- 角川日本地名大辞典 27 大阪府